# Danielle Rowley
Danielle Rowley (Dalkeith, 25 febbraio 1990) è una politica britannica.
Dal 2017 al 2019 è stata deputata alla Camera dei comuni per il Partito Laburista Scozzese nel collegio di Midlothian. Ha ricoperto la carica di ministro ombra per l'ambiente dal 21 giugno 2019 al 12 dicembre 2019.

## Biografia
Danielle Rowley è nata nel febbraio 1990  ed è cresciuta in una tenuta comunale  a Dalkeith.  Suo padre è il politico laburista scozzese Alex Rowley e la sua defunta madre era una sindacalista. Entrambi i suoi nonni erano attivisti del partito laburista e minatori.  Ha studiato alla Dalkeith High School e si è laureata in giornalismo alla Napier University di Edimburgo nel 2014. Rowley ha sostenuto la Scozia rimanendo parte del sindacato durante il referendum sull'indipendenza scozzese del 2014, e durante la campagna ha lavorato come media manager del collegio elettorale dell'ex primo ministro Gordon Brown.
Prima della sua elezione al parlamento, Rowley ha lavorato come responsabile delle campagne e delle pubbliche relazioni per l'organizzazione benefica Shelter Scotland ed è stata anche membro del Parlamento scozzese dei giovani.

### Attività parlamentare
Rowley è stata selezionata nell'aprile 2017 come candidata ufficiale del Partito laburista, per il collegio elettorale di Midlothian alle elezioni generali anticipate tenutesi l'8 giugno. È stata eletta al Parlamento per il suo collegio elettorale con una maggioranza di 885 voti sul parlamentare del partito nazionale scozzese in carica Owen Thompson. Rowley è stata la prima donna parlamentare a rappresentare Midlothian. Nel suo discorso inaugurale alla Camera dei Comuni nel luglio 2017, ha dichiarato  che avrebbe combattuto per ridurre la necessità di banche alimentari nel suo collegio elettorale. Poco dopo la sua elezione, Rowley è stata nominata segretaria privata parlamentare del ministro degli esteri ombra Emily Thornberry.  Ha fatto parte del comitato ristretto per gli affari scozzesi da settembre 2017 al novembre 2019.
Ha presieduto la campagna di successo della leadership laburista scozzese del 2017 di Richard Leonard per diventare leader del Partito laburista scozzese, in seguito alla decisione di Kezia Dugdale di dimettersi.
Rowley ha sostenuto il Regno Unito rimanendo all'interno dell'Unione europea (UE) nel referendum sull'adesione all'UE nel 2016. Nelle votazioni indicative del 27 marzo 2019, ha votato per un referendum sull'accordo di recesso dalla Brexit, per il modello Norvegia-plus e per un'unione doganale con l'UE.